# Alain Cavalier
Alain Cavalier es el nombre artístico de Alain Fraissé (Vendôme, 14 de septiembre de 1931), director de cine francés. 

## Trayectoria
Tras estudiar Historia, Cavalier ingresó en el Instituto de Altos Estudios Cinematográficos de París (IDHEC). Colaboró con Louis Malle en Ascensor para el cadalso y Los amantes.
En 1960 nació su hija, futura actriz y directora Camille de Casabianca, que colaborará con él en su trabajo. Un año después rodó el primer largometraje, de tipo comercial, pero su orientación creadora se hará palpable casi veinte años después, tras muchas depuraciones de estilo.

## Carrera como director
Debutó en la dirección en 1958, con el cortometraje Un américain (1958). Los primeros largometrajes de Cavalier fueron Le combat dans l'île (1961) y La muerte no deserta (1964). Ambos tratan más o menos directamente sobre la guerra de Independencia de Argelia.
A pesar de contar con estrellas de la interpretación en alguna de sus comedias (Romy Schneider, Jean-Louis Trintignant, Alain Delon), estas películas fueron fracasos comerciales. Sus primeros éxitos vinieron con la película policiaca Saqueo en la ciudad (1967, basada en una novela de Donald E. Westlake) y, sobre todo, con el drama burgués El amor es un extraño juego (1968, adaptación del libro La chamade de Françoise Sagan).
Ocho años más tarde, regresó al cine con Le plein de super (1976), una road movie coescrita con los propios actores a partir de experiencias personales. Los protagonistas fueron Patrick Bouchitey y Nathalie Baye. Después rodó Martin y Léa (1979). La pareja de personajes que la dan título estaba interpretada por dos actores que eran pareja en la vida real, Xavier Saint-Macary e Isabelle Ho. También actuó François Berléand en uno de sus primeros papeles importantes (encarnaba a un inspector de policía, papel que repetiría después en numerosas películas).
Alain Cavalier va afinando progresivamente su nueva manera de hacer cine, utilizando un tono casi documental, con actores no profesionales o poco conocidos, reduciendo sus equipos técnicos. 
En 1979 rodó Ce répondeur ne prend pas de messages, en la que reflejó su propia intimidad sentimental. En Un étrange voyage (1980) su hija cuenta su propia vida. Esta película ganó el premio Louis-Delluc en 1981.
Con Thérèse (1986) consiguió el mayor éxito de su carrera. Se inspiró en la vida de la joven carmelita Thérèse de Lisieux, que tuvo una vida mortificada muy breve (1873-1897), y que sería santificada. Preparó el guion con su hija Camille de Casabianca. "Todo lo que se dice y se muestra courrió" realmente, afirmó el director, quien utilizó las anotaciones de la monja. En la película, evitó presentar realistamente el convento. Las paredes se reducen pantallas de fondo neutro, así que la rodó en un estudio de 800 metros cuadrados. Enfocaba en cada escena las caras, las manos, los detalles sobre todo. Ganó el Premio del Jurado del Festival de Cannes de 1986, donde asombró (al tiempo se pasó Sacrificio  de Tarkovski, que tuvo otro premio) y obtuvo seis Premios César en 1987, entre otros el de mejor película y mejor guion original. Si el cine francés está marcado por Renoir y Bresson, como señala Cavalier, en el caso de Thérèse no es excepción, aunque se reconozca más la mirada bressoniana, eso sí de un modo muy personal.
Entre 1988 y 1991 grabó con pocos medios Portraits (Retratos), secuencia de 24 entrevistas-retratos con mujeres que han dedicado sus vida a oficios manuales. Dura 295 minutos en conjunto; cada oficio se ve resumido en trece minutos con una sola mujer en la pantalla, que habla de su vida. Era una serie destinada a la TV, luego difundida en DVD y en cines. El director habló de recoger gestos de un mundo obrero en vías de extinción mediante primeros planos de rostros, manos, gestos y objetos, sin deseo de hacer un "documental".
La depuración y originalidad de su estilo cinematográfico llegó aún más lejos con Libera me (1993), película sin diálogos donde recoge con fuerza los temas de sus primeras obras, como son la opresión o la tortura. 
Al mismo tiempo, comenzó a rodar una serie de veinticuatro retratos cinematográficos de otros tantos oficios artesanales realizados por mujeres en París. Este documental se titula Portraits, su primera serie es de 1987 y la segunda de 1990.
En 2000 estrenó Vies, donde narra en una suma de cortometrajes las vidas de gentes anínimas en su trabajo artesanal. Se grabó con una cámara digital para lograr una impresión de mayor inmediatez. 
En 2002 mezcló realidad y ficción en su película René, en la que su actor protagonista (el cómico Joël Lefrançois) se proponía rebajar sus 155 kilos de peso.
Le filmeur (2004) es un diario íntimo suya, obviamente filmado, que abarca más de diez años. El propio Cavalier aparece como comentarista (y actor) de los hechos de su vida que va reconstruyendo.
En 2009, con Irène, se plantea volver a la vida de su antigua compañera Irène Tunc, que había fallecido en 1972.
En 2011, presenta, junto con Vincent Lindon, Pater; fue muy bien acogido en el festival de Cannes.
Luego, ha rodado: Le Paradis (2014) y Le Caravage (2015).

## Filmografía

### Ayudante de director
- 1957: Les alchimistes, de Édouard Molinaro. Cortometraje documental.
- 1957: Appelez le 17, de Édouard Molinaro. Cortometraje documental.

### Director
- 1962: Le combat dans l'île
- 1964: La muerte no deserta[5]
- 1967: Saqueo en la ciudad[6]
- 1968: El amor es un extraño juego[7]
- 1976: Le plein de super
- 1978: Ce répondeur ne prend pas de message
- 1978: Martin et Léa
- 1981: Un étrange voyage
- 1986: Thérèse
- 1991: Portraits
- 1993: Libera me
- 1996: La rencontre
- 2000: Vies
- 2001: René
- 2004: Le filmeur
- 2007: Les braves
- 2009: Irène
- 2011: Pater
- 2014: Le Paradis
- 2015: Le Caravage

## Premios y distinciones
Festival Internacional de Cine de Cannes
| Año  | Categoría                            | Película   | Resultado |
| ---- | ------------------------------------ | ---------- | --------- |
| 1986 | Premio del Jurado                    | Thérèse    | Ganador   |
| 1986 | Jurado Ecuménico - Mención especial  | Thérèse    | Ganador   |
| 1993 | Premio del Jurado Ecuménico          | Libera me  | Ganador   |
| 2005 | Un Certain Regard Prix de l'intimité | Le filmeur | Ganador   |

- 2010: Premio Marguerite Duras por el conjunto de su obra.
- 1987: Seis Premios César por Thérèse.
- 1981: Premio Louis-Delluc por Un étrange voyage.